# 今津光博
今津 光博（いまづ みつひろ、男性、1987年8月31日 - ）は、日本の俳優、モデルである。
元ジュネス企画所属。身長173cm。東京都出身。

## 出演

### ポスター
- ネスレジャパン Kitkat

### 雑誌
- 10代のぜんぶ（ポプラ社、表紙）

### ショートフィルム
- 知らなすぎた男

### スチル
- NSG学校案内

### VP
- 東急不動産
- オリックスリアルエステート
- 阪急不動産 CENTER FILED浦和美園